# 안주평야
안주평야(安州平野)는 청천강 남안, 자모산맥 서부에 이루어진 평야이며, 시생대의 변성퇴적암이 노출하여 곳곳에 100ｍ 이하의 파란상 구릉이 기복되어 있는 넓이 300km2의 대평야이다.
연안의 배수가 불량한 소택지는 수리 관개 공사로 넓은 지역에 걸쳐 논이 개발되어 곡창을 이루게 되었다. 쌀이 주산이며, 안주·신안주·입석 등이 그 중심지를 이루고 있다.